# Sune Hildebrand
Sune Hildebrand Hildebrand, född 31 maj 1879 i Stockholm, död där 18 maj 1922, var en svensk språk- och biblioteksman.
Sune Hildebrand var son till Emil Hildebrand. Efter mogenhetsexamen i Stockholm studerade han vid Uppsala universitet och blev filosofie kandidat 1903, filosofie licentiat 1908, filosofie doktor 1909 och var docent i tyska vid universitetet 1909–1916. Hildebrand ingick 1912 som tjänsteman vid Kungliga biblioteket och var från 1918 tillförordnad andre bibliotekarie där. 1919 blev han sekreterare i Personhistoriska samfundet och redaktör för Personhistorisk tidskrift. Hildebrand debuterade som språkforskare med doktorsavhandlingen Die Discourse der Mahlern, Zürich 1721–23, und Der Mahler der Sitten, Zürich 1746, sprachlich verglichen. Ein Beitrag zur Geschichte der nhd. Schriftsprache in der Schweiz (1909). Han utgav en omarbetad upplaga av Otto Hoppes Svensk-tysk ordbok (1916, senare omtryckt). Sedan han övergått till biblioteksbanan ägnade han sig alltmer åt historiska studier. Under verksamheten vid Kungliga bibliotekets handskriftsavdelningen skrev han om von Engeströmska biblioteket (i Nordisk tidskrift för bok- och biblioteksväsende 1919). Han översatte och kommenterade En holländsk beskicknings resor i Ryssland, Finland och Sverige 1615–1616 (1917) samt utgav Karl XI:s almanacksanteckningar (1918) och Hakvin Spegels dagbok (1923).